# Virginia Slims Championships 1989 - Doppio
Il doppio del torneo di tennis Virginia Slims Championships 1989, facente parte del WTA Tour 1989, ha avuto come vincitrici Martina Navrátilová e Pam Shriver che hanno battuto in finale Larisa Neiland e Nataša Zvereva con il punteggio di 6–3, 6–2.

## Teste di serie
1. Martina Navrátilová /  Pam Shriver (Campionesse)
2. Jana Novotná /  Helena Suková (semifinali)

1. Larisa Neiland /  Nataša Zvereva (finale)
2. Katrina Adams /  Zina Garrison (quarti di finale)

## Tabellone

### Legenda
| - Q = Qualificato - WC = Wild card - LL = Lucky loser | - ALT = Alternate - SE = Special Exempt - PR = Protected Ranking | - w/o = Walkover - r = Ritirato - d = Squalificato |

|  | Primo turno | Primo turno                     | Primo turno                   | Primo turno | Primo turno |  |  | Semifinali | Semifinali                      | Semifinali                      | Semifinali                    | Semifinali                    |   |   | Finale | Finale                          | Finale                          | Finale | Finale |  |
|  |             |                                 |                               |             |             |  |  |            |                                 |                                 |                               |                               |   |   |        |                                 |                                 |        |        |  |
|  | 1           | Martina Navrátilová Pam Shriver | 5                             | 7           | 7           |  |  |            |                                 |                                 |                               |                               |   |   |        |                                 |                                 |        |        |  |
|  |             | Elise Burgin Rosalyn Nideffer   | 7                             | 5           | 5           |  |  | 1          | Martina Navrátilová Pam Shriver | Martina Navrátilová Pam Shriver | 6                             | 6                             |   |   |        |                                 |                                 |        |        |  |
|  |             | Wendy Turnbull Liz Smylie       | Wendy Turnbull Liz Smylie     | 6           | 7           |  |  |            | Wendy Turnbull Liz Smylie       | Wendy Turnbull Liz Smylie       | 1                             | 1                             |   |   |        |                                 |                                 |        |        |  |
|  | 4           | Katrina Adams Zina Garrison     | Katrina Adams Zina Garrison   | 3           | 6           |  |  |            |                                 |                                 |                               |                               |   |   | 1      | Martina Navrátilová Pam Shriver | Martina Navrátilová Pam Shriver | 6      | 6      |  |
|  | 3           | Larisa Neiland Nataša Zvereva   | Larisa Neiland Nataša Zvereva | 6           | 6           |  |  |            |                                 | 3                               | Larisa Neiland Nataša Zvereva | Larisa Neiland Nataša Zvereva | 3 | 2 |        |                                 |                                 |        |        |  |
|  |             | Robin White Gigi Fernández      | Robin White Gigi Fernández    | 2           | 4           |  |  | 3          | Larisa Neiland Nataša Zvereva   | 3                               | 7                             | 6                             |   |   |        |                                 |                                 |        |        |  |
|  | 2           | Jana Novotná Helena Suková      | 6                             | 5           | 7           |  |  | 2          | Jana Novotná Helena Suková      | 6                               | 6                             | 4                             |   |   |        |                                 |                                 |        |        |  |
|  |             | Patty Fendick Jill Hetherington | 3                             | 7           | 5           |  |  |            |                                 |                                 |                               |                               |   |   |        |                                 |                                 |        |        |  |